# Priboj
Priboj (em cirílico: Прибој) é uma vila da Sérvia localizada no município de Priboj, pertencente ao distrito de Zlatibor, na região de Stari Vlah. A sua população era de 14015 habitantes segundo o censo de 2011.

## Demografia
| 1948 | 1953 | 1961 | 1971  | 1981  | 1991  | 2002  | 2011  |
| ---- | ---- | ---- | ----- | ----- | ----- | ----- | ----- |
| 1549 | 1902 | 5490 | 13034 | 18295 | 22137 | 19564 | 14015 |